# Giuseppe Martino (ciclista)
Giuseppe Martino (Castelmagno, 1º maggio 1915 – Nizza, 8 giugno 2001) è stato un pistard e ciclista su strada italiano naturalizzato francese. Professionista dal 1938 al 1958, vinse la medaglia di bronzo nel mezzofondo ai Mondiali su pista 1955.

## Carriera
Professionista dal 1938, su strada fu attivo soprattutto nel circuito francese dove colse i maggiori risultati e le sue vittorie, fra cui spicca il successo nella classifica generale della Lione-Grenoble-Lione nel 1939. Sempre nel 1939 fu terzo nel Grand Prix de Cannes e nella Vichy-Limoges.
Attivo anche su pista specialmente nel Dopoguerra, con la Nazionale azzurra prese parte a tre edizioni consecutive, dal 1953 al 1955, dei campionati del mondo, sempre nella prova del mezzofondo professionisti, vincendo la medaglia di bronzo di specialità nell'edizione del 1955 svoltasi a Milano. Fu inoltre per sette anni consecutivi, dal 1951 al 1957, campione italiano nella prova del mezzofondo professionisti.
Nel 1955 prese parte, con i colori della Welter-Ursus, al suo primo e unico Giro d'Italia, che portò a termine senza tuttavia avere particolari acuti. Concluse la carriera agonistica nel 1958. Il 31 marzo 1961 si naturalizzò francese.

## Palmarès

### Pista
- 1951 (Individuale, una vittoria)

Campionati italiani, Mezzofondo professionisti
- 1952 (Individuale, una vittoria)

Campionati italiani, Mezzofondo professionisti
- 1953 (Individuale, una vittoria)

Campionati italiani, Mezzofondo professionisti
- 1954 (Individuale, una vittoria)

Campionati italiani, Mezzofondo professionisti
- 1955 (Welter-Ursus, una vittoria)

Campionati italiani, Mezzofondo professionisti
- 1956 (Welter-Ursus, una vittoria)

Campionati italiani, Mezzofondo professionistsi
- 1957 (Individuale, una vittoria)

Campionati italiani, Mezzofondo professionistsi

### Strada
- 1938 (Tendil, due vittorie)

2ª tappa Tour du Sud-Est
7ª tappa Tour du Sud-Est
- 1939 (France-Sport, due vittorie)

2ª tappa Lione-Grenoble-Lione (Grenoble > Lione)
Classifica generale Lione-Grenoble-Lione (ex aequo con Pierre Brambilla)

#### Altri successi
- 1938 (Tendil, una vittoria)

Grand Prix de la Ville de Fréjus (criterium)
- 1939 (France-Sport, due vittoria)

Circuit du Théatre Romain (criterium)
Grand Prix de la Ville de Fréjus (criterium)
- 1945 (Rochet, una vittoria)

Schaffhausen - Breite Criterium

## Piazzamenti

### Grandi Giri
- Giro d'Italia

1955: 43º

### Classiche monumento
- Parigi-Roubaix

1943: 23º
1944: 75º

### Competizioni mondiali
- Campionati del mondo su pista

Zurigo 1953 - Mezzofondo Professionisti: 5º
Wuppertal 1954 - Mezzofondo Professionisti: 8º
Milano 1955 - Mezzofondo Professionisti: 3º